# Painkillers (album)
Painkillers je debutové studiové album českého rapového dua Painkillers, které tvoří rappeři PTK a Yzomandias. Album bylo nahráno u Milion+ Ent. a PTK MUSIC a vydáno 22. listopadu 2024.
Po vydání alba se v žebříčku české singlové hitparády IFPI umístily téměř všechny skladby. Na nejvyšších příčkách se umístily: V Hlavě (7. místo), KSN (9. místo) a Painkillers (11. místo). Taktéž se umístilo na 2. místě české albové hitparády IFPI.

## Obsah
Album obsahuje 14 skladeb s celkovou délkou necelých 44 minut. Na albu hostují významní interpreti české a slovenské rapové scény, včetně Viktora Sheena, Luca Brassi10x, STEIN27, Sary Rikas, Hard Rica, 13Many a Nik Tenda. Produkci alba zajistilo celkem 25 producentů. Mix a master alba měl na starosti producent Decky.

## Vzhled
Obal alba navrhl Andreas Gold a fotografie pořídil Kubo Krížo. Na něm můžeme vidět spojené tváře obou rapperů pomocí AI.

### Hudební styl a témata
Painkillers většinou kombinuje tvrdé beaty s introspektivními texty, které reflektují osobní zkušenosti a emoce obou rapperů.

## Seznam skladeb[1][3][4]
| Pořadí | Název skladby                                  | Délka | Počet streamů | Počet streamů |
| Pořadí | Název skladby                                  | Délka | YouTube       | Spotify       |
| ------ | ---------------------------------------------- | ----- | ------------- | ------------- |
| 1.     | Zapaldo Fire                                   | 2:18  | 308 tis.      | 1,1 mil.      |
| 2.     | Peaky Blinders                                 | 3:01  | 441 tis.      | 1,5 mil.      |
| 3.     | V Hlavě (s Viktorem Sheenem)                   | 3:08  | 1,1 mil.      | 5,2 mil.      |
| 4.     | KSN                                            | 3:01  | 1,9 mil.      | 8,2 mil.      |
| 5.     | Painkillers ft. Luca Brassi10x                 | 3:36  | 2.4 mil.      | 6,7 mil.      |
| 6.     | Get Low                                        | 3:23  | 2,4 mil.      | 3,6 mil.      |
| 7.     | Oko za Oko (se STEIN27)                        | 4:01  | 353 tis.      | 1,3 mil.      |
| 8.     | Uprostřed Oceánu                               | 3:21  | 880 tis.      | 2,5 mil.      |
| 9.     | No Sleep Gang                                  | 2:44  | 2,4 mil.      | 8,6 mil.      |
| 10.    | Svoboda (se Sarou Rikas)                       | 2:45  | 1,2 mil.      | 4,8 mil.      |
| 11.    | IceWear                                        | 2:21  | 212 tis.      | 984 tis.      |
| 12.    | Gremlin                                        | 3:27  | 623 tis.      | 1,9 mil.      |
| 13.    | ROOFTOP (s Luca Brassi10x, Hard Rico a 13Many) | 4:15  | 1 mil.        | 3,2 mil.      |
| 14.    | Planeta Pula (s Nik Tendem)                    | 2:29  | 148 tis.      | 1 mil.        |

Počet streamů je aktuální k 24. květnu 2025.